# Зарубка (Польща)
Зарубка (пол. Zaróbka) — село в Польщі, у гміні Циців Ленчинського повіту Люблінського воєводства.
Населення — 117 осіб (2011).
У 1975-1998 роках село належало до Холмського воєводства.

## Демографія
Демографічна структура станом на 31 березня 2011 року:
|          | Загалом | Допрацездатний вік | Працездатний вік | Постпрацездатний вік |
| -------- | ------- | ------------------ | ---------------- | -------------------- |
| Чоловіки | 56      | 8                  | 41               | 7                    |
| Жінки    | 61      | 18                 | 30               | 13                   |
| Разом    | 117     | 26                 | 71               | 20                   |